# Barca (Kastylia i León)
Barca – gmina w Hiszpanii, w prowincji Soria, w Kastylii i León, o powierzchni 45,05 km². W 2011 roku gmina liczyła 120 mieszkańców.